# Jüdischer Friedhof (Amelunxen)

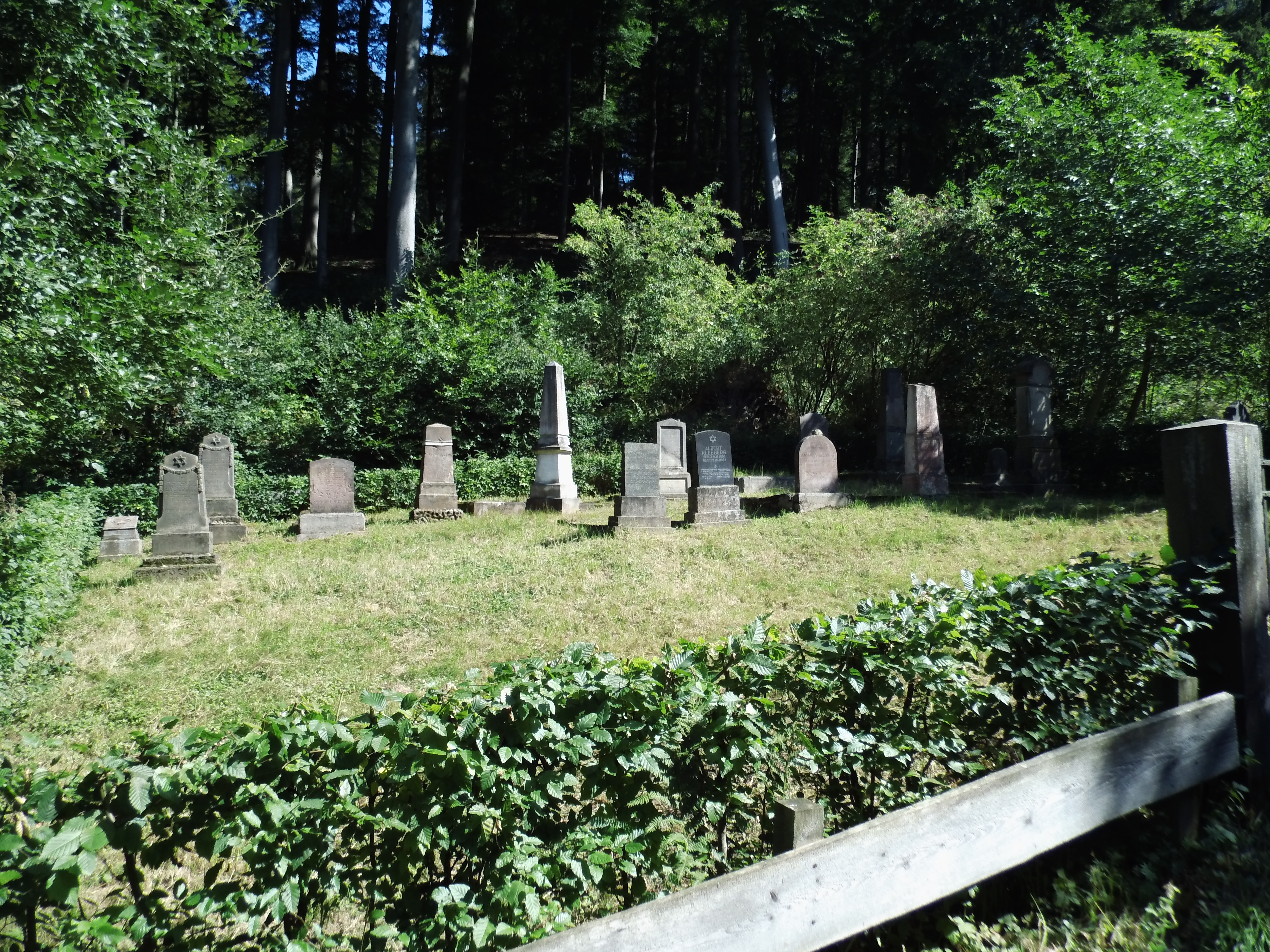
Jüdischer Friedhof

Der Jüdische Friedhof Amelunxen befindet sich in der Ortschaft Amelunxen der Stadt Beverungen im Kreis Höxter in Nordrhein-Westfalen. Als jüdischer Friedhof ist er ein Baudenkmal. Er ist seit dem 6. August 1997 in der Denkmalliste eingetragen.
Auf dem Friedhof, der einen Kilometer südöstlich des Ortes in einem Waldstück in der Gemarkung „Der Wildberg“ liegt, sind etwa 16 Grabsteine erhalten.
Der Friedhof wurde vor 1861 bis 1936 belegt. Im Jahr 2008 wurde er geschändet.